# 집합족적 정규 공간
일반위상수학에서 집합족적 정규 공간(영어: collectionwise normal space)은 정규 공간보다 강한 분리공리를 만족시키는 위상 공간이다. 집합족적 정규 하우스도르프 공간은 파라콤팩트 하우스도르프 공간과 정규 하우스도르프 공간 사이에 있다.

## 정의
위상 공간 {\displaystyle X}의 부분 집합들의 집합족 {\displaystyle \{S_{i}\}_{i\in I}\subseteq {\mathcal {P}}(X)}에 대하여, 다음 두 조건이 서로 동치이며, 이 조건을 만족시키는 집합족을 이산 집합족(영어: discrete family)이라고 한다.
- 임의의 {\displaystyle x\in X}에 대하여, {\displaystyle \{i\in I\colon N\cap S_{i}\neq \varnothing \}}이 공집합이거나 한원소 집합인 근방 {\displaystyle N\ni x}이 존재한다.
- {\displaystyle \{\operatorname {cl} S_{i}\}_{i\in I}}는 서로소 집합족이며, 임의의 {\displaystyle J\subseteq I}에 대하여 {\displaystyle \textstyle \bigcup _{j\in J}\operatorname {cl} S_{j}}는 닫힌집합이다.

위상 공간 {\displaystyle X}의 부분 집합들의 집합족 {\displaystyle \{S_{i}\}_{i\in I}\subseteq {\mathcal {P}}(X)}에 대하여, 다음 두 조건이 서로 동치이며, 이 조건을 만족시키는 집합족을 분리 집합족(영어: separated family) 또는 거의 이산 집합족(영어: almost discrete family)이라고 한다.
- 임의의 {\displaystyle i\in I}에 대하여, {\displaystyle \textstyle S_{i}\cap \operatorname {cl} \bigcup _{j\in I\setminus \{i\}}S_{j}=\varnothing }이다.
- {\displaystyle \{S_{i}\}_{i\in I}}는 {\displaystyle \textstyle \bigcup _{i\in I}S_{i}}의 이산 집합족이다.

모든 이산 집합족은 국소 유한 집합족이자 분리 집합족이다. 모든 분리 집합족은 (자명하게) 서로소 집합족이다.
위상 공간 {\displaystyle X}에 대하여, 다음 네 조건이 서로 동치이며, 이를 만족시키는 {\displaystyle X}를 집합족적 정규 공간이라고 한다.
- 임의의 닫힌집합들의 이산 집합족 {\displaystyle \{F_{i}\}_{i\in I}\subseteq {\mathcal {P}}(X)}에 대하여, {\displaystyle \forall i\in I\colon F_{i}\subseteq U_{i}}인 열린집합들의 서로소 집합족 {\displaystyle \{U_{i}\}_{i\in I}}이 존재한다.
- 임의의 닫힌집합들의 이산 집합족 {\displaystyle \{F_{i}\}_{i\in I}\subseteq {\mathcal {P}}(X)}에 대하여, {\displaystyle \forall i\in I\colon F_{i}\subseteq U_{i}}인 열린집합들의 이산 집합족 {\displaystyle \{U_{i}\}_{i\in I}}이 존재한다.
- 임의의 이산 집합족 {\displaystyle \{F_{i}\}_{i\in I}\subseteq {\mathcal {P}}(X)}에 대하여, {\displaystyle \forall i\in I\colon F_{i}\subseteq U_{i}}인 열린집합들의 서로소 집합족 {\displaystyle \{U_{i}\}_{i\in I}}이 존재한다.
- 임의의 이산 집합족 {\displaystyle \{F_{i}\}_{i\in I}\subseteq {\mathcal {P}}(X)}에 대하여, {\displaystyle \forall i\in I\colon F_{i}\subseteq U_{i}}인 열린집합들의 이산 집합족 {\displaystyle \{U_{i}\}_{i\in I}}이 존재한다.

증명:
만약 {\displaystyle \{A_{i}\}_{i\in I}}가 이산 집합족이라면, {\displaystyle \{\operatorname {cl} A_{i}\}_{i\in I}} 역시 이산 집합족이다. 따라서, 첫 번째와 세 번째 조건 및 두 번째와 네 번째 조건은 서로 동치이다. 두 번째 조건은 자명하게 첫 번째 조건을 함의한다. 이제, 임의의 닫힌집합들의 이산 집합족 {\displaystyle \{F_{i}\}_{i\in I}\subseteq {\mathcal {P}}(X)}에 대하여, {\displaystyle \forall i\in I\colon F_{i}\subseteq U_{i}}인 열린집합들의 서로소 집합족 {\displaystyle \{U_{i}\}_{i\in I}}이 존재한다고 가정하자. 그렇다면, {\displaystyle X}는 자명하게 정규 공간이다. 또한, {\displaystyle \{F_{i}\}_{i\in I}}는 닫힌집합들의 국소 유한 집합족이므로, 그 합집합 역시 닫힌집합이다. 따라서,
{\displaystyle \bigcup _{i\in I}F_{i}\subseteq V\subseteq \operatorname {cl} V\subseteq \bigcup _{i\in I}U_{i}}
인 열린집합 {\displaystyle V\subseteq X}가 존재한다. 그렇다면 임의의 {\displaystyle i\in I}에 대하여, {\displaystyle U_{i}\cap V}는 열린집합이며, {\displaystyle F_{i}\subseteq U_{i}\cap V}이다. 이제, {\displaystyle \{U_{i}\cap V\}_{i\in I}}가 이산 집합족임을 보이면 족하다. 즉, 임의의 {\displaystyle x\in X}에 대하여, {\displaystyle N\cap U_{i}\cap V\neq \varnothing }인 {\displaystyle i\in I}가 하나 이하인 근방 {\displaystyle N\ni x}를 찾아야 한다. 만약 {\displaystyle x\not \in \operatorname {cl} V}라면,
{\displaystyle N=X\setminus \operatorname {cl} V}
를 고른다. 만약 {\displaystyle x\in \operatorname {cl} V}라면, {\displaystyle N}을
{\displaystyle x\in U_{i}}
인 유일한 {\displaystyle U_{i}}로 잡을 수 있다.
위상 공간 {\displaystyle X}에 대하여, 다음 두 조건이 서로 동치이며, 이를 만족시키는 {\displaystyle X}를 완비 집합족적 정규 공간(영어: completely collectionwise normal space) 또는 유전 집합족적 정규 공간(영어: hereditarily collectionwise normal space)이라고 한다.
- {\displaystyle X}의 모든 부분 집합은 집합족적 정규 공간이다.
- {\displaystyle X}의 모든 열린집합은 집합족적 정규 공간이다.
- 임의의 분리 집합족 {\displaystyle \{S_{i}\}_{i\in I}\subseteq {\mathcal {P}}(X)}에 대하여, {\displaystyle \forall i\in I\colon S_{i}\subseteq U_{i}}인 열린집합들의 서로소 집합족 {\displaystyle \{U_{i}\}_{i\in I}}이 존재한다.

증명:
첫 번째 조건은 자명하게 두 번째 조건을 함의한다. 임의의 {\displaystyle X}의 임의의 부분 집합 {\displaystyle Y\subseteq X}의 이산 집합족은 {\displaystyle X}의 분리 집합족이므로, 세 번째 조건은 첫 번째 조건을 함의한다. 따라서, 두 번째 조건이 세 번째 조건을 함의함을 보이면 충분하다. 임의의 분리 집합족 {\displaystyle \{S_{i}\}_{i\in I}\subseteq {\mathcal {P}}(X)}이 주어졌다고 하자. 그렇다면,
{\displaystyle V_{i}=X\setminus \operatorname {cl} \bigcup _{j\in I\setminus \{i\}}S_{j}}
는 열린집합이며, {\displaystyle S_{i}\subseteq V_{i}}이다. 따라서,
{\displaystyle V=\bigcup _{i\in I}V_{i}}
는 열린집합이며, 모든 {\displaystyle S_{i}}를 포함한다. 가정에 따라, {\displaystyle V}는 집합족적 정규 공간이다. 또한, {\displaystyle V}의 임의의 원소는 어떤 {\displaystyle V_{i}}를 열린 근방으로 하며, {\displaystyle V_{i}}와 만나는 {\displaystyle S_{j}}는 {\displaystyle j=i}뿐이다. 따라서, {\displaystyle \{S_{i}\}_{i\in I}}는 {\displaystyle V}의 이산 집합족이며, {\displaystyle \forall i\in I\colon S_{i}\subseteq U_{i}}인 {\displaystyle V}의 열린집합들의 서로소 집합족 {\displaystyle \{U_{i}\}_{i\in I}}가 존재한다. {\displaystyle V}는 열린집합이므로, {\displaystyle U_{i}}는 {\displaystyle X}의 열린집합이다.

## 성질
다음과 같은 함의 관계가 성립한다.
| 거리화 가능 공간 | → | 단조 정규 하우스도르프 공간      | → | 완비 집합족적 정규 하우스도르프 공간 | → | 집합족적 정규 하우스도르프 공간 |
|                  | ↘ |                                  |   | ↓                                    |   | ↓                               |
|                  |   | 완전 정규 하우스도르프 공간 (T6) | → | 완비 정규 하우스도르프 공간 (T5)     | → | 정규 하우스도르프 공간 (T4)     |
모든 파라콤팩트 하우스도르프 공간은 집합족적 정규 공간이다. 반대로, 모든 메타콤팩트 집합족적 정규 하우스도르프 공간은 파라콤팩트 공간이다 (마이클-나가미 정리, 영어: Michael–Nagami theorem).:322, Theorem 5.3.3
위상 공간 {\displaystyle X}에 대하여, 다음 두 조건이 서로 동치이다.:182, Theorem 10
- 거리화 가능 공간이다.
- 무어 공간이며, 집합족적 정규 공간이다.

## 예
순서 위상을 가한 전순서 집합은 단조 정규 하우스도르프 공간이며, 특히 완비 집합족적 정규 공간이다. 하지만 순서 위상을 준 최소의 비가산 순서수 {\displaystyle \omega _{1}}은 완전 정규 공간이 아니다.
집합족적 정규 공간이 아닌 완전 정규 하우스도르프 공간이 존재한다.:184, Example G

## 참고 문헌
1. ↑  Engelking, Ryszard (1989). 《General topology》. Sigma Series in Pure Mathematics (영어) 6 개정 완결판. Berlin: Heldermann Verlag. ISBN 3-88538-006-4. MR 1039321. Zbl 0684.54001.
2. 1 2  Bing, R. H. (1951). “Metrization of topological spaces”. 《Canadian Journal of Mathematics》 (영어) 3: 175–186. doi:10.4153/CJM-1951-022-3. ISSN 0008-414X. MR 0043449. Zbl 0042.41301.

- Engelking, Ryszard (1989). 《General topology》. Sigma Series in Pure Mathematics (영어) 6 개정 완결판. Berlin: Heldermann Verlag. ISBN 3-88538-006-4. MR 1039321. Zbl 0684.54001.